# Sintetismo
Il Sintetismo è una corrente pittorica francese che fa parte del movimento Post-impressionista. È caratterizzata da uno stile antinaturalistico e simbolista, utilizzato da molti pittori tra cui Paul Gauguin.

## Definizione

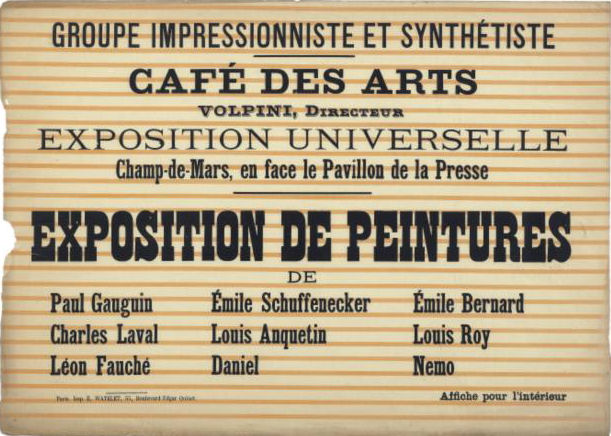
Manifesto della mostra al Caffè Volpini (1889)

All'inizio il Sintetismo venne associato al cloisonnisme e al Simbolismo. Il termine venne impiegato per la prima volta ufficialmente nel 1877 per distinguere l'Impressionismo scientifico da quello naturalistico. In seguito, 1889, venne ripreso quando Paul Gauguin e Émile Schuffenecker allestirono una mostra di pittori impressionisti e sintetisti al Café Volpini nell'Expo di Parigi.
Il termine "Sintetismo" deriva dall'intento dei pittori post-impressionisti di realizzare nelle loro opere la sintesi di tre caratteri fondamentali:
- L'aspetto esteriore delle forme naturali
- I sentimenti che i soggetti suscitano nell'artista
- La purezza estetica delle linee, dei colori e delle forme

Le opere sintetiste prediligono e realizzano quindi soggetti bidimensionali, piatti, e dai colori irreali; ciò che le distingue dalla teoria e dalle opere impressioniste.
Dobbiamo a Maurice Denis una definizione riassuntiva del sintetismo:

## Altre definizioni
Si veda la voce Paul Gauguin, alla sezione "Il Sintetismo".

## Pittori e opere sintetiste
- Paul Sérusier - Talisman (L'Aven au Bois d'amour) (1888)
- Paul Gauguin - La vision après le sermon (1888), La Belle Angèle (1889), La perte du pucelage (1890)
- Émile Bernard - Moissonneurs (1888), Bretonnes dans la prairie (1888)
- Charles Laval - Allant au marché (1888)
- Meyer de Haan - Autoportrait (1889-1891)
- Cuno Amiet - Vieille Bretonne au soleil (1893)
- Émile Jourdan - Nature morte aux faïences  (1895)
- Léo Gausson - Opere varie

## Galleria d'immagini

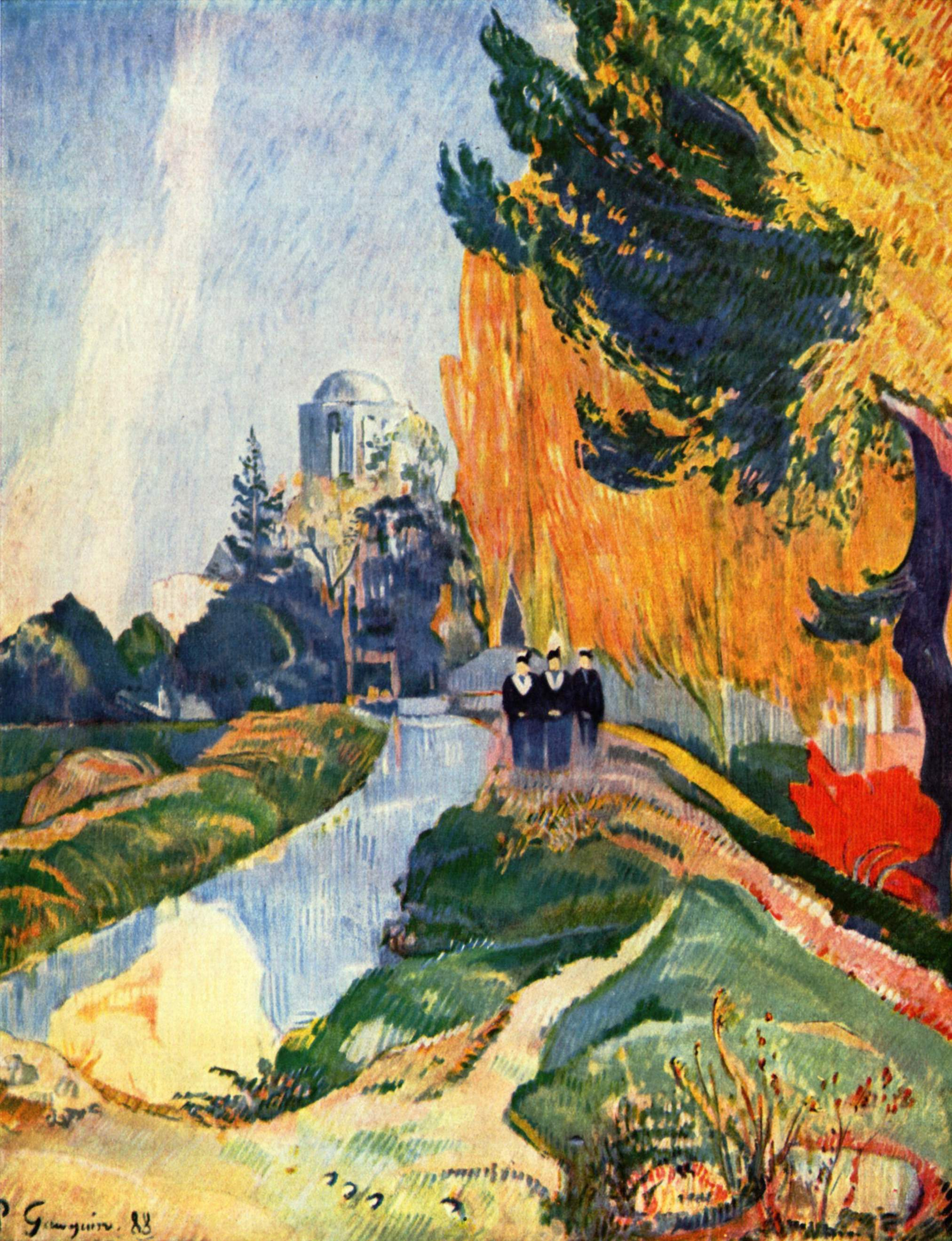
Paul Gauguin, Les Alyscamps, 1888 Musée d'Orsay
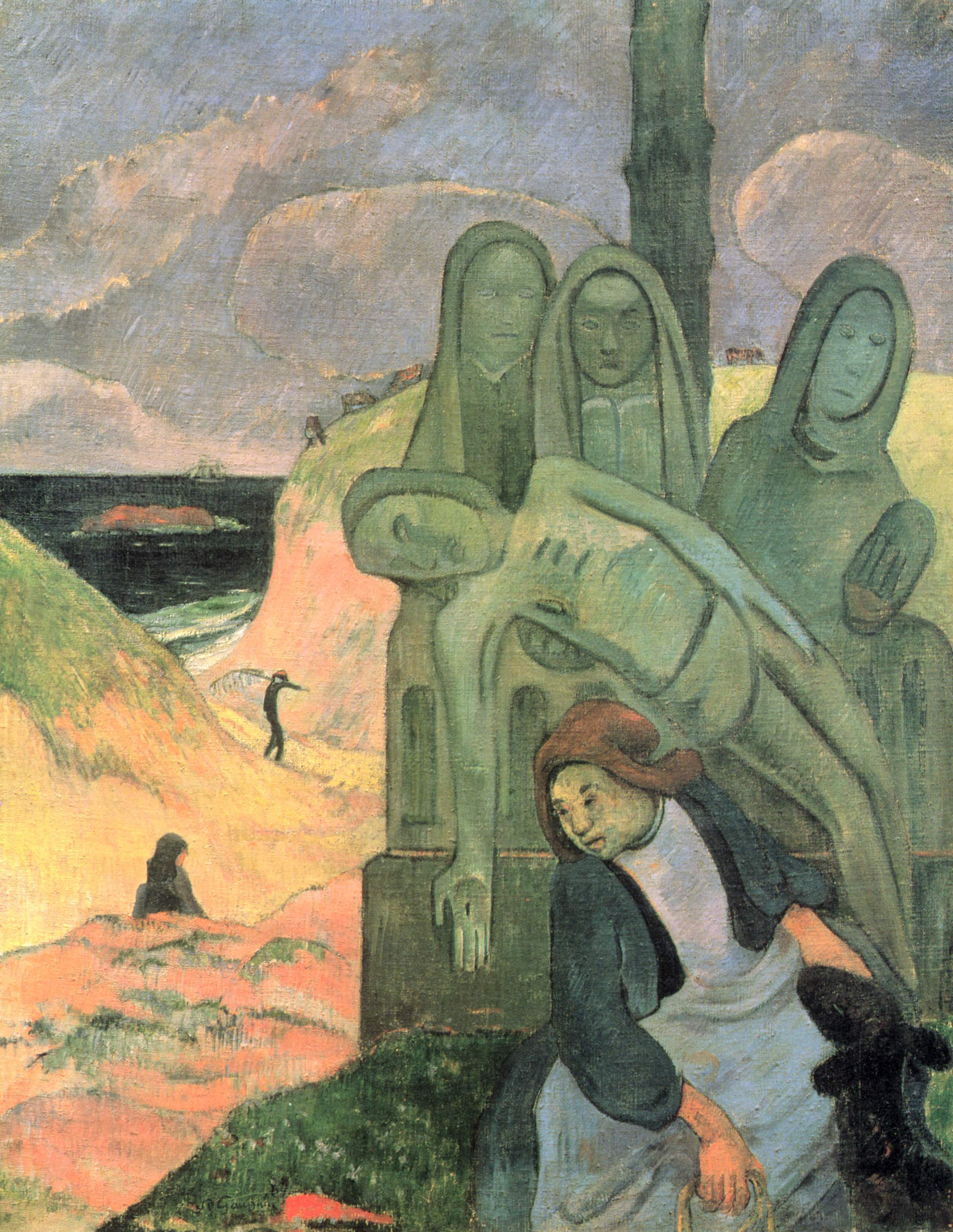
Paul Gauguin, Il Cristo verde, 1889
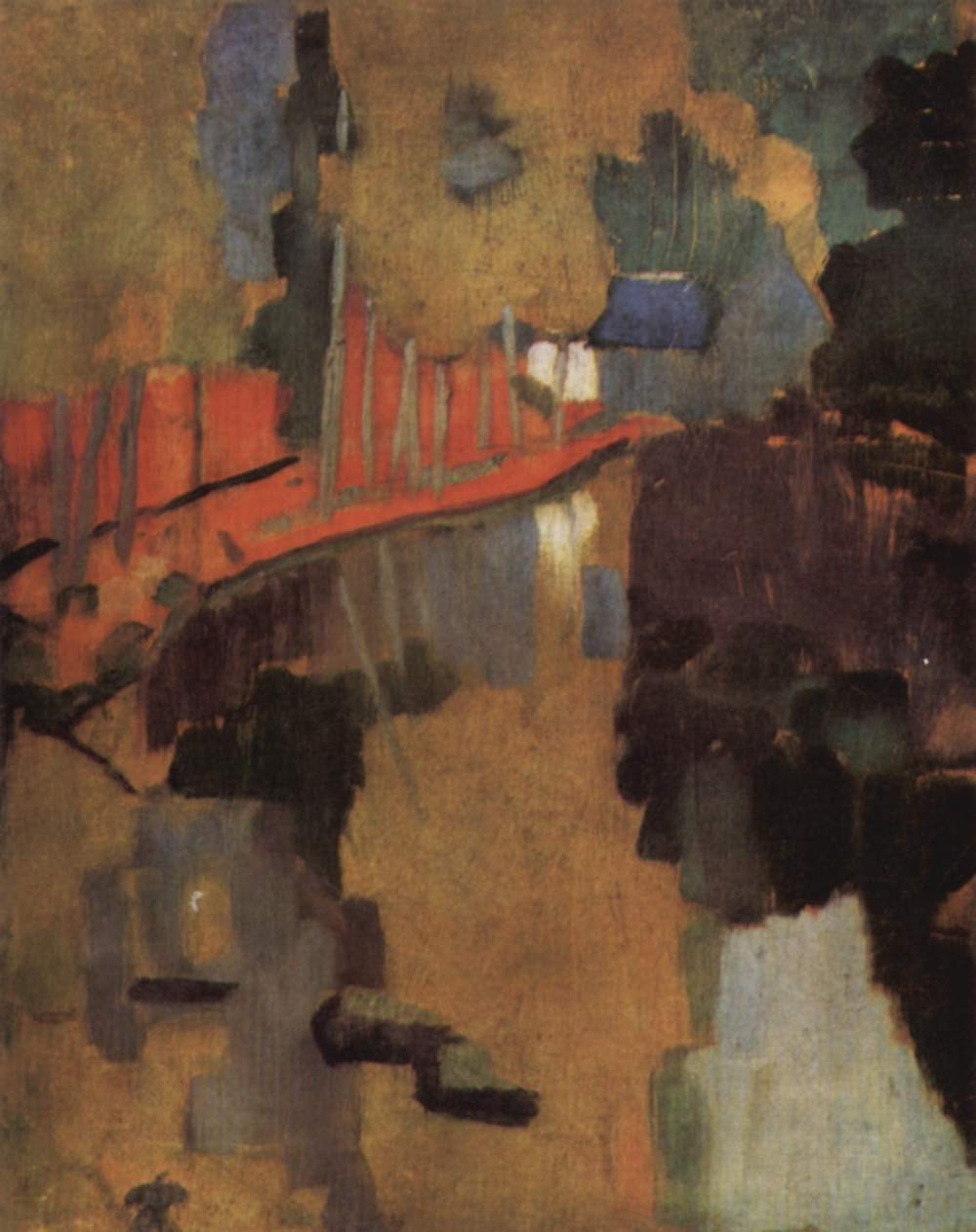
Paul Sérusier, Il Talismano, 1888 Musée d'Orsay
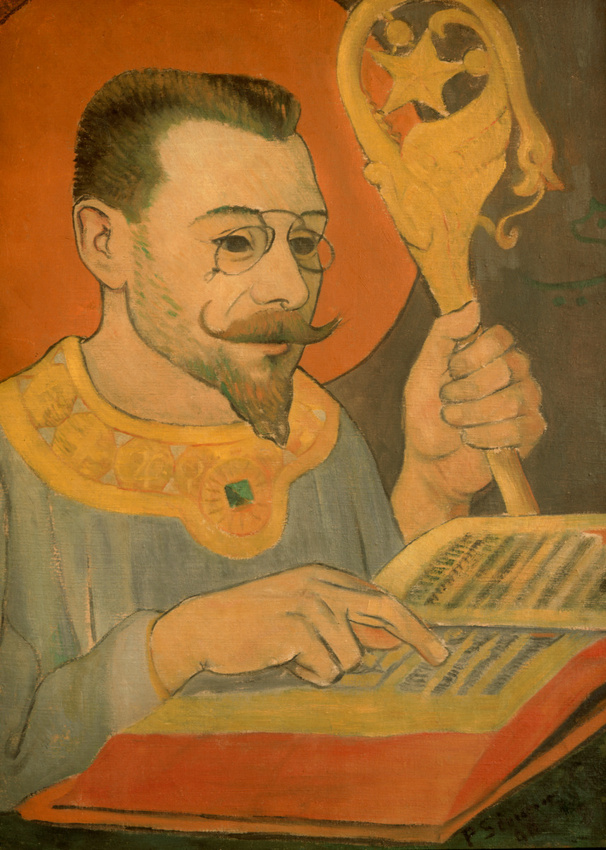
Paul Sérusier, Ritratto di Paul Ranson, 1890 Musée d'Orsay
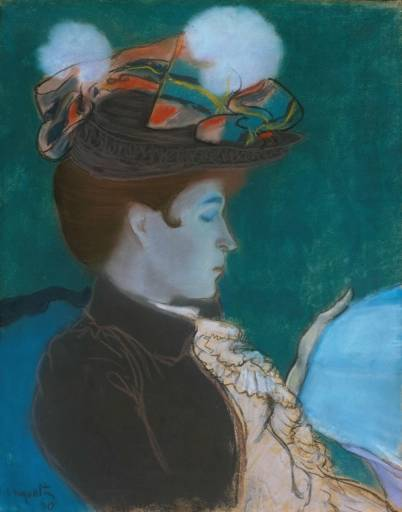
Louis Anquetin,  Donna che legge, 1890

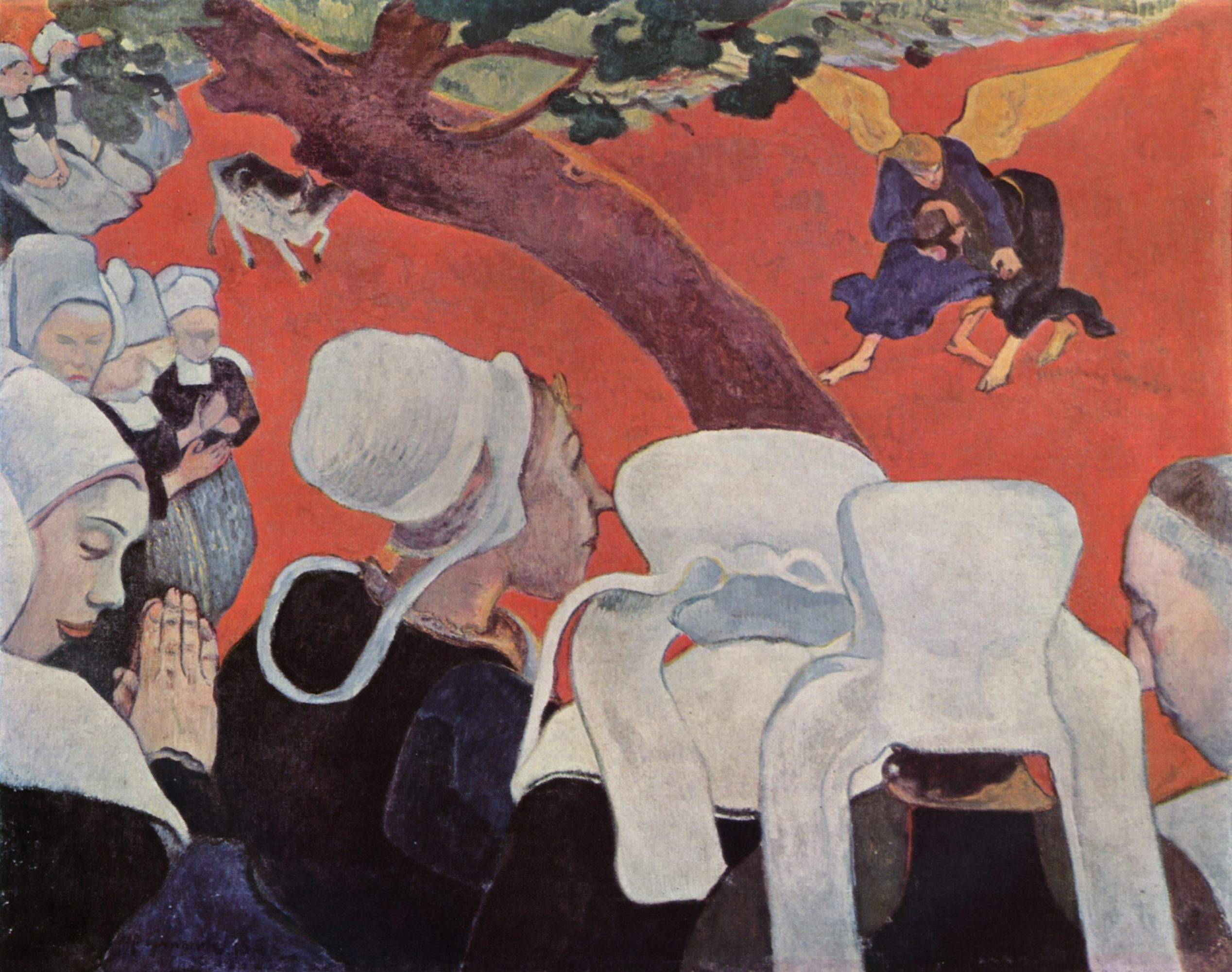
Paul Gauguin, Visione dopo il Sermone, 1888
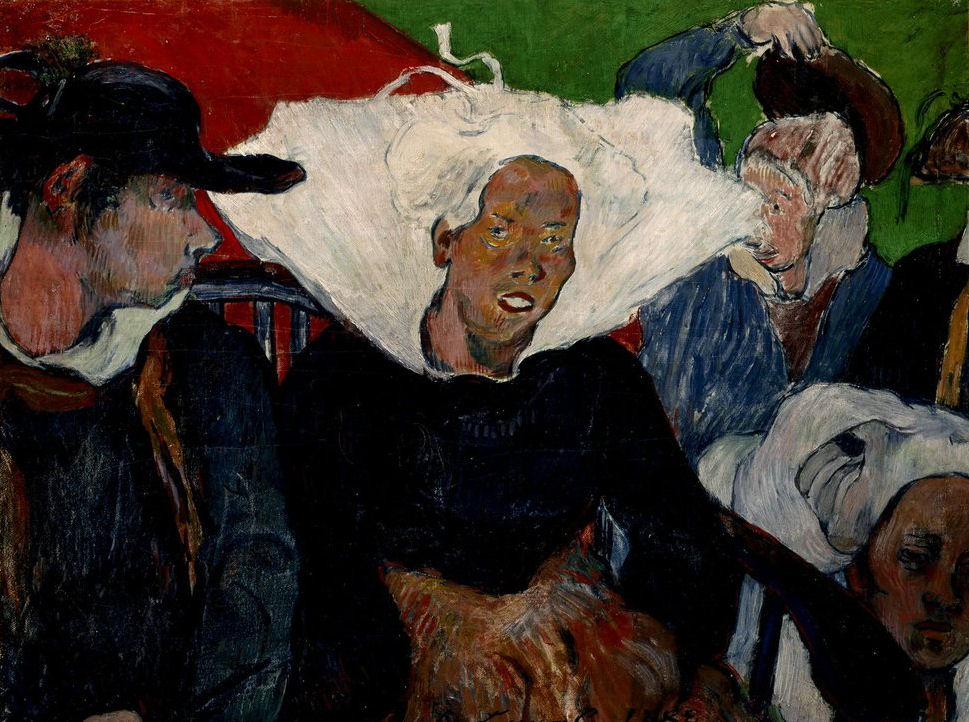
Charles Laval, Andando al mercato, 1888 Museo d'arte di Indianapolis
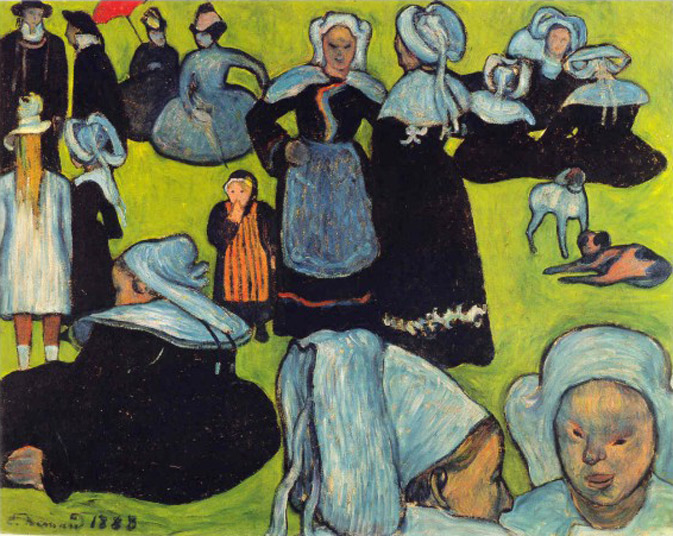
Émile Bernard, Il "Pardon" di Pont-Aven,